# Mario Bonnard
Mario Bonnard (Roma, 24 dicembre 1889 – Roma, 22 marzo 1965) è stato un regista e attore italiano.

## Biografia

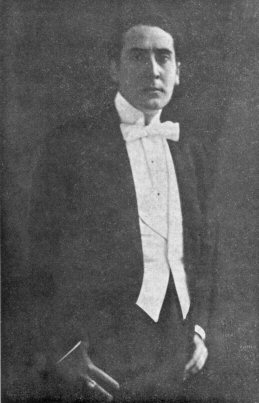
Mario Bonnard nel ruolo del "dandy".

Sin dai tempi del muto fu attivo in veste di attore, partecipando a numerosi film in ruoli brillanti e languidi e dando vita a un personaggio ricorrente, un tipo di dandy all'italiana che ispirerà a Ettore Petrolini la macchietta dell'amante latino Gastone. Nel 1917 si cimentò nella sua prima regia con il film L'altro io. Nel 1919 diresse Ettore Petrolini nella sua prima interpretazione cinematografica, nella pellicola Mentre il pubblico ride, tratto da un'opera teatrale dello stesso Petrolini e del futurista Francesco Cangiullo.
Prima dell'avvento del sonoro lavorò a lungo in Germania dove diresse diverse pellicole interpretate da Luis Trenker. Ritornato in Italia nel 1932, girò numerosi film "leggeri" interpretati dai maggiori divi del tempo: Assia Noris, Elsa Merlini, Amedeo Nazzari, Luisa Ferida, Enrico Viarisio, il più celebre dei quali fu Il feroce Saladino (1937).
Negli anni della guerra Bonnard girò due opere non prive di fresca grazia: Avanti c'è posto... (1942), su soggetto di Aldo Fabrizi e Cesare Zavattini, e Campo de' Fiori (1943) con Fabrizi e Anna Magnani. Vasta è anche la sua produzione cinematografica nel dopoguerra in cui dimostrò doti di ottimo professionista dirigendo pellicole di vario genere, attento ai gusti del pubblico, spaziando dalla commedia al film storico, dal melodramma strappalacrime al peplum fino all'impegnato.
Insuperabile direttore di masse, come in Fra Diavolo (1931), e confezionatore di intrecci storici quali Il ponte dei Sospiri (1940), documentò l'esodo da Pola  con La città dolente (1949), film praticamente ignorato dal pubblico, mentre con Gli ultimi giorni di Pompei (1959), pellicola interrotta per una malattia e poi portata a termine da Sergio Leone, diede prova di sapiente artigianato, riuscendo con mezzi limitati a fare concorrenza alle grandi produzioni statunitensi.
Era fratello minore del compositore di colonne sonore Giulio Bonnard, che collaborò spesso con lui. Entrambi sono sepolti a Roma, nel Cimitero del Verano.

## Filmografia

### Regista
- Catena (1916)[1]
- Treno di lusso (1917)
- L'altro io (1917)
- Mentre il pubblico ride (1919)
- Papà Lebonnard (1920)
- Il fauno di marmo (1920)
- Il milione (1920)
- Il rosso e il nero (1920)
- L'amica (1920)
- I promessi sposi (1922)
- La maschera che ride (1924)
- Die Sünderin (1928)
- Legione bianca  (Der Ruf des Nordens), regia di Nunzio Malasomma -  Mario Bonnard supervisore (1929)
- I cavalieri della montagna (Der Sohn der weißen Berge), co-diretto con Luis Trenker (1930)
- Fra Diavolo (1931)
- Cinque a zero (1932)
- Il trattato scomparso (1933)
- La marcia nuziale (1935)
- Milizia territoriale (1935)
- 30 secondi d'amore (1936)
- L'albero di Adamo (1936)
- Il feroce Saladino (1937)
- Il conte di Bréchard (1938)
- Jeanne Doré (1938)
- Frenesia (1939)
- Papà per una notte (1939)
- Io, suo padre (1939)
- La fanciulla di Portici (1940)
- La gerla di papà Martin (1940)
- Il ponte dei Sospiri (1940)
- Il re si diverte (1941)
- L'uomo del romanzo (1941)
- Marco Visconti (1941)
- Avanti c'è posto... (1942)
- Rossini (1942)
- Campo de' fiori (1943)
- Che distinta famiglia! (1945)
- Il ratto delle Sabine (1945)
- Addio, mia bella Napoli! (1946)
- La città dolente (1949)
- Margherita da Cortona (1950)
- Il voto (1950)
- Stasera sciopero (1951)
- L'ultima sentenza (1951)
- Tormento del passato (1952)
- I figli non si vendono (1952)
- Frine, cortigiana d'Oriente (1953)
- Tradita (1954)
- La ladra (1955)
- Mi permette, babbo! (1956)
- Afrodite, dea dell'amore (1958)
- Gastone (1959)
- Gli ultimi giorni di Pompei, co-diretto con Sergio Leone (1959)
- I masnadieri (1961)

### Attore
- Otello, regia di Ugo Falena e Gerolamo Lo Savio (1909)
- Parsifal, regia di Mario Caserini (1912)
- Santarellina, regia di Mario Caserini (1912)
- Satana, regia di Luigi Maggi (1912)
- La figlia di Zazà, regia di Luigi Maggi (1913)
- Florette e Patapon, regia di Mario Caserini (1913)
- Ma l'amor mio non muore, regia di Mario Caserini (1913)
- La memoria dell'altro, regia di Alberto Degli Abbati (1913)
- L'orrendo blasone, regia di Amleto Palermi (1914)
- Nerone e Agrippina, regia di Mario Caserini (1914)
- Titanic, regia di Pier Angelo Mazzolotti (1915)
- La pantomima della morte, regia di Mario Caserini (1915)
- Don Giovanni, regia di Edoardo Bencivenga (1916)
- Passano gli Unni, regia di Mario Caserini (1916)
- Ferréol, regia di Edoardo Bencivenga (1916)
- La figlia di Jorio, regia di Edoardo Bencivenga (1917)
- La maschera che ride, regia di Mario Bonnard (1924)